# باتوس الثاني ملك قورينائية
باتوس الثاني ملك مملكة قورينائية (باليونانية: ؛ Βάττος ὁ Εὐδαίμων)، ويلقب بباتوس السعيد، ولد في سيرين أو قورينا ( برقة، شرق ليبيا اليوم) حوالي عام 600 قبل الميلاد وتوفي سنة 560 قبل الميلاد من سلالة باتيادي واصبح ملك مملكة قورينائية في سنة 583 قبل الميلاد إلى غاية سنة 560 قبل الميلاد وهوابن الملك اركسيلاوس الاول.

## النسب
كان باتوس الثاني ابن ثاني ملوك قورينائية أركسيلاوس الاول من أم غير معروفة. كان جده لأبيه باتوس الأول ، مؤسس مملكة قورينائية. أخته الأميرة كريتولا، خالة أركسيلاوس الثاني ووالدة بوليخاروس والملكة المستقبلية إيركسو التي تزوجت ابنه أكسيلاوس الثاني.

## الحكم

### موجة الهجرة اليونانية
حسب المؤرخ هيرودرت، شجعت نبوءة أوراكل ديلفي أبناء مناطق معينة في اليونان، وخاصة أبناء البيلوبونيز ، وكريت والجزر الأخرى على الاستقرار في المملكة الجديدة قورينائية وتوعد من لا يستقرون في «ليبيا السعيدة» بالندم. شهدت المملكة نموا كبيرا في عهد باتوس الثاني الذي دعى اليونانيين إلى الانتقال إلى ليبيا وأغراهم بالحصول على أراض هناك، وأدى انتقال أعداد كبيرة من اليونانيين إلى ليبيا إلى صدام بين المستوطنين الجدد والسكان المحليين من قبائل الليبو وحدثت معارك كثيرة.

### معركة بئر تايتس
استنجد الزعيم الليبي أديكران زعيم قبائل الليبو سفارة بفرعون مصر أبريس (من الأسرة السادسة والعشرين)، فأرسل أبريس جيشا إلى قورينائية معلنا الحرب عليها، ووصل حوالي عام 570 قبل الميلاد إلى موقع يسمى بئر تايتس في إيراسا (درنه اليوم) حيث وقعت المعركة
انتصر جيش مملكة قورينائية على الجيش المصري وجيش قبائل الليبو في هذه المعركة التي لم ينج منها إلا عدد قليل من المصريين والليبيين عادوا إلى ديارهم. يذكر هيرودوت أن المصريين لم يكن لديهم خبرة في حرب اليونانيين وأنهم لم يأخذوا هذه المعركة على محمل الجد. يذكر هيرودوت أيضًا أن هذه أول معركة بين اليونانيين والمصريين. وبعد هذه المعركة ثبتت سيادة مملكة قورينائية ومستوطناتها، وضمت إليها اراضي جديدة من إيراسا (درنة حاليا ) وحتى أنتِپرقوس (طبرق حاليا ) من جهة الشرق، وأنشأ الملك باتوس الثاني باقي المدن الخمس (باللاتينية: Pentapolis)‏، وتحالف لاحقا مع خليفة أبريس، أحمس الثاني الذي ارتبط بزواجه من لاديس بالقورينائيين في علاقة نسب.

## وفاته
اعتبر الفيلسوف والمؤرخ اليوناني فلوطرخس الملك باتوس الثاني رجلا جديرًا ومشرفًا. يختلف المؤرخون في تاريخ وفاته الذي يتراوح بين 554 و560 قبل الميلاد. دفن باتوس الثاني بالقرب من والده وجده لأبيه. وخلفه ابنه أركسيلاوس الثاني.